# Снэрский хохлатый пингвин
Снэрский хохлатый пингвин (лат. Eudyptes robustus) — вид пингвинов. Относится к роду Хохлатые пингвины (лат. Eudyptes).
Снэрский хохлатый пингвин является эндемиком маленького архипелага Снэрс, площадь которого около 3,3 км², это самый маленький ареал среди всех видов пингвинов. Однако, на этой территории обитают около 30 тыс. пар. При том, что влияние человека на архипелаг минимально, наземные хищники отсутствуют, а на островах густо растёт кустарник и деревья, статус опасности для вида относительно благоприятен.
Средние размеры снэрского хохлатого пингвина: рост около 55 сантиметров, масса около 4 килограммов. Сзади пингвин чёрный, спереди белый, клюв красный. Как и у остальных хохлатых пингвинов, над глазами имеется хохолок с желтоватым оттенком. Гнездится вид колониями от нескольких десятков пар до тысячи и более. Гнёзда строятся как в лесах, так и на открытых пространствах. Самка с 5—6 летнего возраста откладывает два яйца, которые с самцом попеременно высиживают 32—35 дней. В большинстве случаев, один из птенцов погибает. Выжившие пингвинята в возрасте 2,5 месяцев выходят кормиться в океан наравне со взрослыми. Основу питания составляет криль (около 60 %). Остальную часть рациона составляют мелкие кальмары и рыбы. Продолжительность жизни особей — 15—20 лет.
Для взрослых пингвинов в открытом море наибольшую опасность представляет новозеландский морской лев (Phocarctos hookeri). Яйца и птенцы подвергаются опасности на суше со стороны различных птиц.